# Congelamiento (meteorología)
En meteorología se llama congelamiento el descenso de la temperatura del aire a niveles inferiores al punto de congelación del agua (0 °C)(32 °F).

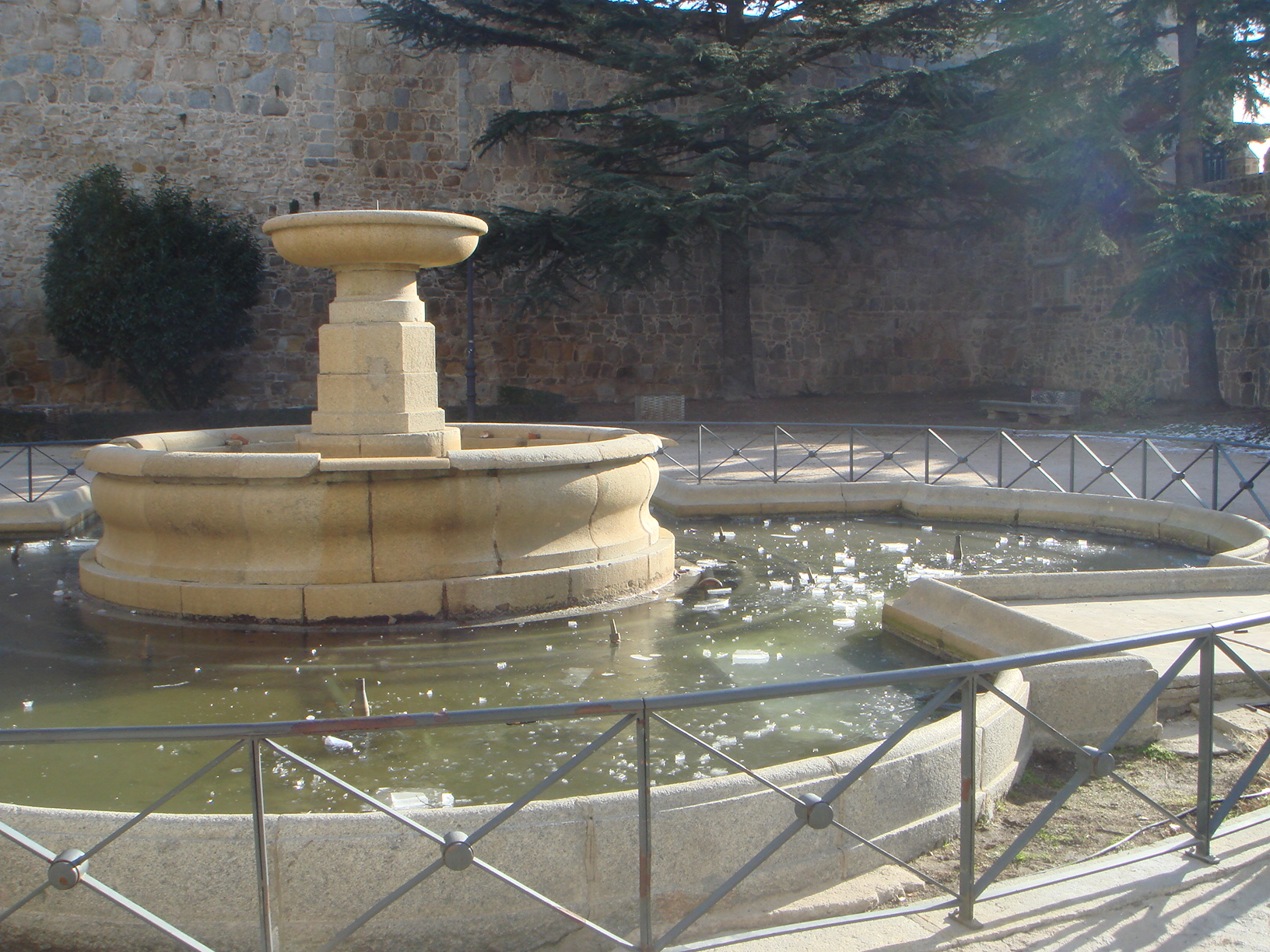
Fuente helada

## Escala
Hay una escala subjetiva para mostrar el resultado de varios grados de severidad del congelamiento[cita requerida]:
- hielo ligero: 0 a −3,5 °C
- hielo moderado: −3,6 a −6,5 °C
- hielo fuerte: −6,6 a −11,5 °C
- hielo muy fuerte: debajo de −11,5 °C

## Efecto en plantas
Muchas especies de plantas pueden dañarse o morir si alcanzan la temperatura de congelamiento. Esto varía con el tipo de planta y del tejido expuesto a bajas temperaturas. 
Plantas delicadas, como tomates, mueren al exponerse a la helada, en cambio, plantas rústicas, como la radicheta, toleran las bajas temperaturas. Algunas plantas perennes, se desprenden de las hojas después de las primeras heladas, y recrecen al arribar la primavera. Toda la planta visible puede amarronarse hasta el calentamiento primaveral, a veces solo muestran la caída de hojas y de flores, dejando tallo y ramas desnudas. Las plantas siempreverdes, como los pinos, afrontan con sus espículas todo el congelamiento, aunque suspenden el crecimiento.
La vegetación no necesariamente se daña cuando la temperatura de la hoja cae debajo del punto de congelación de los contenidos celulares. En ausencia de los sitios nucleares de formación de cristales de hielo, las hojas permanecen en un estado de líquido sobre-enfriado (sobrefusión), alcanzando seguramente temperaturas de −2 °C a −45 °C. Y, al momento de formarse hielo, las células de las hojas pueden dañarse por lo afilado de los cristales de hielo. Ciertas bacterias, notablemente Pseudomonas syringae, son particularmente efectivas sobre el desencadenamiento de la formación de hielo, levantando la temperatura de nucleación a cerca de −2 °C.  El corte de la congelación en las proteínas activas de la nucleación (bacterias menos-hielo) resulta en una gran reducción del daño por helada.
El "inversor selectivo de aire" previene el congelamiento llevando el aire frío de la tierra hacia arriba con un tiraje por chimenea. El sistema fue originalmente desarrollado para prevenir daño por helada en citrus en Uruguay.